# Framsóknarflokkurin
For det islandske parti, se Framsóknarflokkurinn
Framsóknarflokkurin (dansk: Fremskridtspartiet) var et politisk parti på Færøerne.
Partiet blev dannet da en gruppe omkring Adolf Hansen - primært fra hans tidligere parti Fiskivinnuflokkurin - brød ud fra Kristiligi Fólkaflokkurin i 1986. Framsóknarflokkurin stillede til valg for første og sidste gang ved lagtingsvalget 1988, og fik ingen repræsentation. Alligevel blev Karolina Petersen fra Framsóknarflokkurin social- og kommunalminister i Atli Dams femte regering fra 1988 til 1989.